# Paatos
Pour l’article ayant un titre homophone, voir Patos (homonymie).
Paatos est un groupe de rock suédois. Formé en août 2000, il est musicalement proche du rock progressif à ses débuts, le groupe a peu à peu évolué vers un style plus proche de la pop tout en gardant des influences Trip hop.

## Biographie
Stefan Dimle et Reine Fiske sont deux anciens membres du défunt groupe Landberk. En 1999, ils reçoivent une invitation de la chanteuse suédoise Turid Lindqvist pour participer à une tournée. Pour compléter une formation, Stefan et Reine contactent alors Ricard Huxflux Nettermalm et Johan Wallen, du groupe Ägg. Les deux groupes s'étaient connu à Stockholm en février 1993 et avait rejoué ensemble à Vänersborg en mai 1994. À la fin de la tournée, les quatre artistes poursuivent l'aventure et apparaissent sur les plateaux de télévision comme un groupe instrumental. Ils décident alors de former un groupe, et invitent la chanteuse Petronella Nettermalm, femme à la ville de Ricard. 
Paatos a également interprété une musique d'accompagnement inédite pour le film muet allemand Nosferatu le vampire à l'occasion d'un festival de cinéma.
Leur premier album studio, Timeloss, est publié en 2002.
En 2009, le groupe commence à enregistrer un cinquième album, Breathing, publié en 2011.
V marque leur sixième album en 2012, marquant une pose de 13 ans avec la sortie de Ligament en avril 2025.
Ce nouvel album comporte 10 titres dont un, Beyond The Forest avec Mikael Åkerfeldt au chant.

## Membres

### Derniers membres
- Ulf Rockis Ivarsson - basse
- Peter Nylander - guitare acoustique, guitare électrique
- Ricard Huxflux Nettermalm - batterie, percussions
- Petronella Nettermalm - chant, violoncelle

### Musiciens invités
- Per Kristensson - trombone
- Micke Sörensen - trompette
- Jonas Wall - saxophone
- David Wilczewski - clarinette, clarinette basse, flûte
- Mikael Åkerfeldt - chant

## Discographie
- 2001 : Perception (EP)
- 2002 : Timeloss
- 2004 : Kallocain
- 2006 : Silence of Another Kind
- 2008 : Sensors
- 2011 : Breathing
- 2012 : V
- 2025 : Ligament